# The Watcher (Fernsehserie)
The Watcher (englisch für Der Beobachter) ist eine US-amerikanische Miniserie, die sehr lose auf einer wahren Begebenheit basiert. Sie wurde von Ryan Murphy und Ian Brennan geschaffen. Die Serie folgt einer vierköpfigen Familie, die nach dem Einzug in ihr Traumhaus in New Jersey durch Briefe belästigt wird, die von einem Stalker namens „The Watcher“ unterzeichnet sind. Die Premiere fand am 13. Oktober 2022 auf Netflix statt. The Watcher basiert auf einem Artikel des Autors Reeves Wiedeman für thecut.com, einer Website der Zeitschrift New York. Im November 2022 wurde eine zweite Staffel angekündigt.

## Handlung
Das Ehepaar Dean und Nora Brannock verliebt sich in ein altes Haus in Westfield, New Jersey. Für die Finanzierung setzt Dean fest auf seine längst überfällige Beförderung zum Partner in einer New Yorker Anwaltskanzlei. Nach der Abgabe eines Angebotes bei der Maklerin Karen, einer alten Jugendfreundin Noras, bekommt die Familie den Zuschlag und zieht mit ihren beiden Kindern Ellie und Carter in die Vorstadtvilla.
Bereits nach kurzer Zeit fällt der Familie die seltsame Nachbarschaft auf, auf der einen Seite das Rentnerpaar Mo und Mitch, das die neuen Nachbarn mit Ferngläsern beobachtet, auf der anderen Seite die ältere Pearl, deren offensichtlich geistig behinderter Bruder Jasper sich gerne ungefragt im Keller und Speiseaufzug des Brannock-Hauses versteckt. Vom Dachboden erklingt zeitweise Musik aus der Gegensprechanlage des Hauses, und schließlich bekommt die Familie seltsame Briefe von einem anonymen Absender, der sich selbst „The Watcher“ nennt. Dieser behauptet, das Haus zu beobachten, und suggeriert, die Kinder entführen zu wollen. Nachdem Carter sein Frettchen tot auf dem Flur gefunden hat, gehen Dean und Nora zur Polizei und lassen sich eine Alarmanlage montieren. Nora zieht mit den Kindern übergangsweise in ein Motel, während im Haus Bauarbeiten passieren.
Dean beginnt nicht nur gegenüber den Nachbarn, sondern auch gegenüber Dakota, dem Monteur der Alarmanlage und Kameras, misstrauisch zu werden. Das Misstrauen verhärtet sich, als Dakota beginnt, sich mit Ellie eng anzufreunden. Eine beauftragte Privatdetektivin, die krebskranke Theodora, soll den Briefeschreiber ermitteln. Diese ermittelt den Vorbesitzer der Villa, der wiederum von dem vorherigen Besitzer erzählt, der seine Familie in dem Haus brutal ermordet haben soll. Eben diesen Mann glaubt Dean bei der Renovierung im Haus getroffen und mit ihm gesprochen zu haben. Als Dean nicht wie erhofft befördert wird, kommt die Familie in finanzielle Schwierigkeiten und überlegt, das Haus zu verkaufen. Der Kreis der Verdächtigen wächst um einen ehemaligen Lehrer der Stadt, der Liebesbriefe an Häuser verschickt und seine Schüler ebenfalls dazu ermutigt hat, den offensichtlich untätigen Polizeichef und Karen, die mit diesem ein Verhältnis hat.
Als Nora herausfindet, dass Dean einen der Briefe selbst geschrieben hat, um sie zum Auszug zu bewegen, und Videos einer Überwachungskamera auftauchen, die ein unbekanntes Mädchen zeigen, das zu Dean ins Bett steigt, beginnt auch ihre Ehe zu bröckeln. Im Keller entdecken Handwerker bei Renovierungsarbeiten einen versteckten Tunnel, der offensichtlich zu den Nachbarhäusern führt. Eine darüber fliehende Person bleibt unerkannt. 
Schließlich verkauft das Paar die Villa an eine Unbekannte, die sich als Karen herausstellt. Nora stellt sie zur Rede und verlässt ihr ehemaliges Haus mit der Drohung, sie werde ihre ehemalige Freundin beobachten. Als Karen ebenfalls einen Brief erhält und ihr Hund umgebracht wird, verlässt auch sie in Panik die Villa. Kurz darauf freut sich eine junge Familie über das günstig erworbene Haus, wundert sich aber wegen der seltsam anmutenden Nachbarschaft. Unabhängig voneinander beobachten Dean und Nora ihr ehemaliges Heim.

## Besetzung und Synchronisation
Die deutschsprachige Synchronisation entstand bei Iyuno Germany nach Dialogbüchern von Tobias Ache und Oliver Mankewitz sowie unter der Dialogregie von Frank Muth.
| Rolle                        | Schauspieler         | Synchronsprecher    |
| ---------------------------- | -------------------- | ------------------- |
| Nora Brannock                | Naomi Watts          | Irina von Bentheim  |
| Dean Brannock                | Bobby Cannavale      | Tobias Kluckert     |
| Ellie Brannock               | Isabel Gravitt       | Magdalena Montasser |
| Carter Brannock              | Luke David Blumm     | Tobias Grimm        |
| Pearl Winslow                | Mia Farrow           | Traudel Haas        |
| Jasper Winslow               | Terry Kinney         | Dirc Simpson        |
| Theodora Birch               | Noma Dumezweni       | Anke Reitzenstein   |
| William Webster / John Graff | Joe Mantello         | Bernd Vollbrecht    |
| Rourke Chamberland           | Christopher McDonald | Matthias Klages     |
| Dakota                       | Henry Hunter Hall    | Julius Jellinek     |
| Roger Kaplan                 | Michael Nouri        | Lutz Riedel         |
| Mitch                        | Richard Kind         | Michael Pan         |
| Maureen / Mo                 | Margo Martindale     | Almut Zydra         |
| Karen Calhoun                | Jennifer Coolidge    | Marina Krogull      |
| Stimme vom Watcher           | Warren Sroka         | Benjamin Stöwe      |

## Hintergrund
Derek Broaddus kaufte 2014 mit seiner Frau für 1,2 Millionen Dollar ein Haus in Westfield im US-Bundesstaat New Jersey. Während der ersten Renovierungsarbeiten erhielten sie einen als beunruhigend und bedrohlich empfundenen Brief. Darin behauptete der Absender, dass sein Großvater in den 1920er-Jahren und sein Vater in den 1960er-Jahren das Haus „beobachtet“ hätten. Er, der Absender, habe weiterhin einen wachsamen Blick auf das Haus. Insgesamt wurden drei Briefe verschickt. Aus diesen ging der Tagesablauf der Familie hervor und der Schreiber deutete mehrfach an, sich den Kindern der Familie nähern zu wollen. 
Die Familie schaltete die Behörden ein. Als die durchaus umfangreichen Ermittlungen erfolglos blieben, beauftragte die Familie auch noch zwei pensionierte FBI-Beamte. Nach der Veröffentlichung eines Artikels im New York Magazine 2018 konnte herausgefunden werden, dass der Speichel eines der drei Briefe von einer Frau stammen musste. Der Absender konnte nicht ermittelt werden. Die Familie zog niemals in das Haus ein und verkaufte es 2019 mit 400.000 Dollar Verlust. Die neuen Eigentümer erhielten keine ähnlichen Briefe.

## Episodenliste
| Nr. (ges.) | Nr. (St.) | Deutscher Titel             | Originaltitel            | Erstausstrahlung USA | Regie          | Drehbuch                                              |
| --- | --------- | --------------------------- | ------------------------ | -------------------- | -------------- | ----------------------------------------------------- |
| 1 | 1         | Willkommen, Freunde         | Welcome, Friends         | 13. Okt. 2022        | Ryan Murphy    | Ryan Murphy & Ian Brennan                             |
| Die Familie Brannock, die Eltern Nora und Dean und die Kinder Ellie und Carter, treffen am Boulevard 657 ein, um an einer Hausbesichtigung teilzunehmen. Nora trifft eine alte Freundin, Karen, die die Maklerin ist. Nach einigen merkwürdigen Erfahrungen beschließt die Familie, das Haus zu kaufen. Dean muss jedoch fast die gesamten Ersparnisse der Familie aufbringen, um sich das Haus leisten zu können. Sechs Wochen später zieht die Familie ein. Ellie hört Musik aus einem leeren Zimmer, und die Familie erhält einen ominösen Brief von „The Watcher“, der droht, Ellie und Carter zu entführen. Dean und Nora gehen zur Polizei, aber Detective Chamberland hält das Ganze für einen Scherz. Er erklärt sich jedoch bereit, den Brief für einen DNA-Test einzuschicken und sagt, er wisse, dass die Familie „tief in die Tasche greifen musste“, um sich das Haus leisten zu können. Am nächsten Morgen findet Carter im Speiseaufzug des Hauses ihren geistig behinderten Nachbarn Jasper vor. Pearl, Jaspers Schwester, erklärt, dass die alten Besitzer damit einverstanden waren, dass Jasper den Speiseaufzug benutzt. Dean und Nora beschließen, Alarmanlagen und Kameras installieren zu lassen. Den Auftrag vergeben sie an einen selbstständigen Alarmanlageninstallateur, den erst 19-jährigen Dakota. Später in der Nacht findet Carter sein Frettchen tot auf. Ein paar Tage später findet Dean einen weiteren Watcher-Brief in der Post. |           |                             |                          |                      |                |                                                       |
| 2 | 2         | Blutopfer                   | Blood Sacrifice          | 13. Okt. 2022        | Paris Barclay  | Ryan Murphy & Ian Brennan                             |
| Dean und Nora bringen den zweiten Brief zu Chamberland, der vorschlägt, einen Privatdetektiv zu engagieren, und Dean beauftragt Theodora Birch. Nora findet ein Motel, in dem sie und die Kinder schlafen können, und Dean bleibt im Haus. In der ersten Nacht klingelt es an der Tür, aber als Dean die Tür öffnet, ist niemand da, und Dean hört Musik aus einem Zimmer im Obergeschoss. Im Motel erhält Nora einen Telefonanruf und hört schweres Atmen. Nachdem sie die Nummer zurückgerufen hat, stellt sich heraus, dass der Anruf aus dem Inneren des Hauses kam. Später gibt Theodora Dean die Kontaktdaten von Andrew Pierce, einem früheren Besitzer. Dean trifft sich mit Andrew, der ihm erzählt, dass sein Sohn Caleb zum Haus der Nachbarn Mitch und Mo gegangen ist und dort Männer in Umhängen gesehen hat, die Babyblut getrunken haben, während sie dort wohnten. Andrew erhielt kurz darauf auch Briefe der Wächter und glaubt, dass Mitch und Mo die Täter sind. Dean und Nora stellen Dakota als Nachtwache vor ihrem Haus ein, aber eines Nachts küssen sich Dakota und Ellie. Am nächsten Morgen hat Dean eine Konfrontation mit Mo über die Bauunternehmer. Später wird Dean von einem Schuss geweckt. Am nächsten Morgen findet die Polizei Mitch und Mo tot in ihrem Haus. |           |                             |                          |                      |                |                                                       |
| 3 | 3         | Götterdämmerung             | Götterdämmerung          | 13. Okt. 2022        | Ryan Murphy    | Ryan Murphy & Ian Brennan                             |
| Dean diskutiert weiter mit Theodora über den Fall. Es ist immer noch nicht klar, wer der Beobachter sein könnte. Nora bespricht ihre Eheprobleme mit ihrer Freundin Karen, die vorschlägt, dass das Paar mehr Sex haben sollte. Später trifft Dean in seinem Haus einen Mann namens John, der behauptet, der Bauinspektor zu sein. Ihr Gespräch nimmt eine seltsame Wendung. Später erfährt Dean, dass es in seiner Gegend keinen Bauinspektor mit diesem Namen gibt. Nora versucht, auf Karens Rat zu hören, aber Dean ist zu abgelenkt von dem, was in und um ihr neues Haus herum vor sich geht. Dean wird von Theodora angerufen. Sie hat Chamberland gefragt, ob sie alte Akten über das Haus einsehen kann. Dabei erfährt sie von einem Familienmassaker, das von John Graff begangen wurde, einem früheren Besitzer, der ebenfalls Briefe der Wächter erhielt. Als Dean ihre Geschichte hört, glaubt er, dass der Mann namens John, den er zuvor getroffen hat, John Graff sein könnte. Da Jasper Winslow die Leichen zwei Wochen nach den Morden entdeckt hat, will Dean ihn mit dem Fall konfrontieren, aber Pearl lässt das nicht zu. Nora findet einen weiteren Brief von The Watcher. |           |                             |                          |                      |                |                                                       |
| 4 | 4         | Jemand, der über mich wacht | Someone to Watch Over Me | 13. Okt. 2022        | Paris Barclay  | Ryan Murphy & Ian Brennan                             |
| Eine Woche zuvor konfrontieren Dean und Nora den Leiter des Immobilienbüros mit den Morden, aber er kann nichts tun. Dean erzählt Nora und Theodora von dem Mann namens John, den er früher getroffen hat. Theodora sieht jedoch keinen Zusammenhang und glaubt, dass Dakota, der mit Ellie zusammen ist, „The Watcher“ sein könnte. Dean findet das heraus und stellt Ellie und Dakota zur Rede, woraufhin Ellie die Polizei ruft. Dakota erklärt sich bereit, eine Probe seiner DNA für einen Test einzusenden, um zu sehen, ob sie mit der DNA auf den Umschlägen des Wächters übereinstimmt. Sie erzählt ihren Anhängern ihre Dating-Geschichte und deutet an, dass ihr Vater rassistisch ist. Dean erfährt von einer Kamera in ihrem Schlafzimmer, die ihn beim Schlafen und ein Mädchen filmt, das um das Bett herumgeht und dann neben ihm liegt. Sie sieht aus wie Pat Graff, die Tochter von John Graff. Dakota enthüllt, dass er das Filmmaterial an Nora und Deans Chef geschickt und die Kamera in Deans Schlafzimmer platziert hat, weil er dachte, Dean sei der Beobachter. Nora hat das Filmmaterial gesehen und wirft Dean aus dem Haus. Dean hält weiterhin Ausschau nach ihnen. Er bemerkt, dass ein Auto ankommt und Mo und Mitch ablädt. |           |                             |                          |                      |                |                                                       |
| 5 | 5         | Ockhams Rasiermesser        | Occam’s Razor            | 13. Okt. 2022        | Jennifer Lynch | Ryan Murphy & Ian Brennan                             |
| Bei der Durchsicht der Telefonaufzeichnungen entdeckt Nora, dass der unbekannte Motelanruf von zu Hause kam. Nora trifft sich mit Theodora, die einen Handschriftenspezialisten mit der Untersuchung der Briefe beauftragt hat und glaubt, dass Dean der Wächter ist. Theodora findet heraus, dass Dean kein Partner war und Kredite aufgenommen hat, um das Haus zu bezahlen. Mo erzählt Nora, dass ihr Sohn geplant hat, den Tod von Mitch und Mo vorzutäuschen, um Versicherungsgeld zu bekommen. Pearl glaubt, dass Jasper die Briefe geschrieben hat, weil sie einen Brief mit dem Titel „Ode an das Haus“ erhalten hat. Dakota findet heraus, dass das Mädchen das Haus nie betreten hat, und Dean erzählt Nora, dass er den dritten Brief geschrieben hat. Karen erzählt Nora, dass eine GmbH Noras Haus kaufen will, aber Nora lehnt das Angebot ab. Die DNA-Ergebnisse kamen zurück, die zeigen, dass die DNA einer Frau auf dem Umschlag war. Nora sieht Chamberland und Karen zusammen im Country Club und stellt sie zur Rede, weil sie glaubt, dass die beiden versuchen, das Haus billig zu bekommen. Ellie entdeckt, dass „Ode an das Haus“ eine Schulaufgabe von Roger Kaplan ist, bei der die Schüler einen Liebesbrief an ihr Lieblingshaus geschrieben haben. Nora erkennt Kaplan vom Tag der offenen Tür wieder, und die Bauarbeiter finden einen Tunnel im Keller.                                                                                |           |                             |                          |                      |                |                                                       |
| 6 | 6         | Die Dämmerung               | The Gloaming             | 13. Okt. 2022        | Max Winkler    | Reilly Smith & Ian Brennan                            |
| Dean und Nora verfolgen eine mysteriöse Gestalt durch den Tunnel und erreichen ein Schlafzimmer, in dem jemand gelebt hat. Die Gestalt verschwindet hinter einer verschlossenen Tür und entpuppt sich als John Graff. Die beiden gehen zu Chamberland, der sich weigert, ihnen zu helfen, nachdem er im Country Club damit konfrontiert wurde. Theodora geht zu Trish, Rogers Ex-Frau, die ihr erzählt, dass Roger das Haus 657 Boulevard liebte. Er liebte auch ein anderes Haus und schickte Liebesbriefe an die Besitzer. Nach einiger Zeit wurden die Briefe immer bedrohlicher. Später konfrontieren Dean und Nora Roger und seine neue Frau Miko im Supermarkt. Die beiden beschuldigen Roger, die Watcher-Briefe geschrieben zu haben, aber Roger und Miko laufen davon. Wütend steht Roger vor dem Haus der Brannocks und verhöhnt sie. Dean und Nora sind sich einig, dass sie das Haus verkaufen müssen. Die Brannocks erhalten ein hohes Angebot, aber der Käufer zieht sich zurück, nachdem ein Artikel über das Haus veröffentlicht wurde. Karen erzählt Nora, dass sie den Artikel veröffentlicht hat, und die Brannocks ziehen zurück in ihr altes Haus in der Stadt. |           |                             |                          |                      |                |                                                       |
| 7 | 7         | Heimsuchung                 | Haunting                 | 13. Okt. 2022        | Jennifer Lynch | Ryan Murphy, Ian Brennan, Reilly Smith & Todd Kubrack |
| Noras Kunstwerke verkaufen sich sehr gut, und Dean ist immer noch davon besessen, den Täter zu finden. Nora erzählt Theodora, die wegen ihrer Krebserkrankung im Endstadium im Krankenhaus liegt, von Deans Besessenheit. Theodora ruft Dean später ins Krankenhaus und erzählt ihm, dass sie die Beobachterin ist und die Brannocks das Haus 657 Boulevard von ihr gekauft haben. Nach ihrer Scheidung hat sie fast alle ihre Ersparnisse verloren und war gezwungen, das Haus zu verkaufen. Als Dean und Nora zu Theodoras Beerdigung gehen, erzählt ihnen ihre Tochter, dass Theodora gelogen hat, damit Dean in Frieden leben kann. Das Paar erhält ein Angebot von einer GmbH und verkauft das Haus. Karen steht hinter der GmbH, und Nora besucht Karen, als sie einzieht, und sagt ihr, dass sie „Wächterin“ sein wird. Spät in der Nacht findet Karen einen Watcher-Brief im Speiseaufzug und geht nach unten, wo sie ihren Hund tot und eine mysteriöse Gestalt vorfindet, die sie beobachtet. Ein paar Wochen später ist Dean in Therapie und erzählt seiner Therapeutin, dass Karen das Haus verkauft hat. Er geht zurück zum Haus und trifft den neuen Besitzer, dem er sich als John vorstellt. Telefonisch lügt er Nora bezüglich seines Aufenthaltsortes an, ohne zu wissen, dass Nora ihn beobachtet. |           |                             |                          |                      |                |                                                       |